# 秦国
秦国是春秋战国时期诸侯国，公室为嬴姓，是少昊的后裔，源自今山东地區。
公元前905年，周孝王因秦祖先非子善养马，因此将其封於“秦（秦邑）”（在今甘肃省天水市境内），作为周朝的附庸，此后秦人与西戎进行了长久而残酷的斗争。前821年，秦庄公被周宣王封为西陲大夫，前770年，秦襄公护送周平王东迁有功，獲封為伯爵，秦正式成為一方諸侯。周朝给其封地在今甘肃河东地区到陕西一带。从前677年起，秦国在雍（今陕西宝鸡）建都近300年。雍城遗址有宫殿区、居住区、士大夫与国人墓葬区和秦公陵园。秦穆公时期，灭西戎十二国，奠定了秦国作为春秋四大强国的基础。秦國與西戎、義渠之間有通婚、結盟的關係，秦國崛起後，這些勢力皆被併入秦國。战国初期，魏国大举攻秦，夺取秦国河西之地。前356年，秦孝公任用商鞅实施商鞅变法，开启了秦国富国强兵之路，前350年，秦国迁都咸阳。前325年，秦伯驷称王（史称秦惠文王），前288年，秦昭襄王一度称帝，秦国发动伊阙、鄢郢、华阳、长平四大战役，歼灭山东六国军队上百万人，奠定了秦国统一的基础。秦王政於前221年攻灭六国，統一九州，建立了秦朝，是中国历史上第一個中央集权的大一統王朝。公元前207年，刘邦攻入关中，秦王子婴开城献降，秦朝灭亡。

## 历史

### 起源
據《史记·秦本纪》記載，秦人的先祖，為三皇五帝时期的大業之子伯益。秦最早為夏朝諸候，後歸順商湯而灭夏。商朝大戊以后，成為重要的諸侯。
秦國先祖為商朝「保西垂」。后代蜚廉是商朝末年帝辛的寵臣。據清華簡《系年》的第三章，周初三監之亂平定後，蜚廉“東逃於商奄氏。成王伐商奄，殺蜚廉，西遷商奄之民於邾，以御奴之戎，是秦先人。”李學勤鑑於秦人和東方的奄國同姓，同主少皞，又蜚廉東逃於此，認為秦人可能最初起源於東方，和奄國同源。在西周初年因獲罪及曾「保西垂」，被謫戍西方。
中潏之子为蜚廉，蜚廉有惡來、季勝二子。武王克殷時，惡來被殺。蜚廉一系在此時分為兩支，惡來之子孫居於犬丘，為秦國之祖。季勝為趙氏之祖。
秦人遷至西垂地區，有兩種說法，一据战国末年的《孟子》，說是在晚商时期，因為周武王討伐殷商時，蜚廉支持殷商，因此被殺，其氏族被強迫遷至西垂。另一個传说是，在商朝時，戎胥軒與郦山之女通婚生下中潏，遷至西垂。
西周周穆王之后，秦人地位继续提升，恶来的后代大骆与申侯结为婚姻，居犬丘，以畜牧為生。大駱生非子。
秦最初领地在当时属于周朝的边缘地区，西接西戎。公元前905年，周孝王封非子于“秦（秦邑）”（今甘肃省天水市境，一说在清水县，一说在张家川回族自治县），为天子之附庸，使复嬴氏祀，号曰“秦嬴”，秦国伊始。据司马迁的说法，非子被别封于秦，为周王室的大夫，后来升格为附庸。天子之附庸与诸侯之附庸级别是不同的，其地位相当于一个畿内诸侯。司马迁也补充，秦人成为附庸后，长期对戎人作战，实力得到扩充。
在秦景公一号大墓中发现过一片石罄，铭文如下：天子郾喜，龚桓是嗣；高阳有灵，四方以鼐。大意为天子举行宴飨，（作罄者是）（秦）共公、（秦）桓公的继承者，先祖高阳在天有灵，国内得以四方生平。高阳氏，即颛顼，黄帝之孙，位列“五帝”。所以秦人源自华夏人群，早期秦文化源自中原商周文化，与西戎差异甚大，但由于长期辟居西隅，亦吸收了不少戎狄文化，在长期与戎狄的战争中，秦人养成了粗犷好战的性格。

### 早期历史

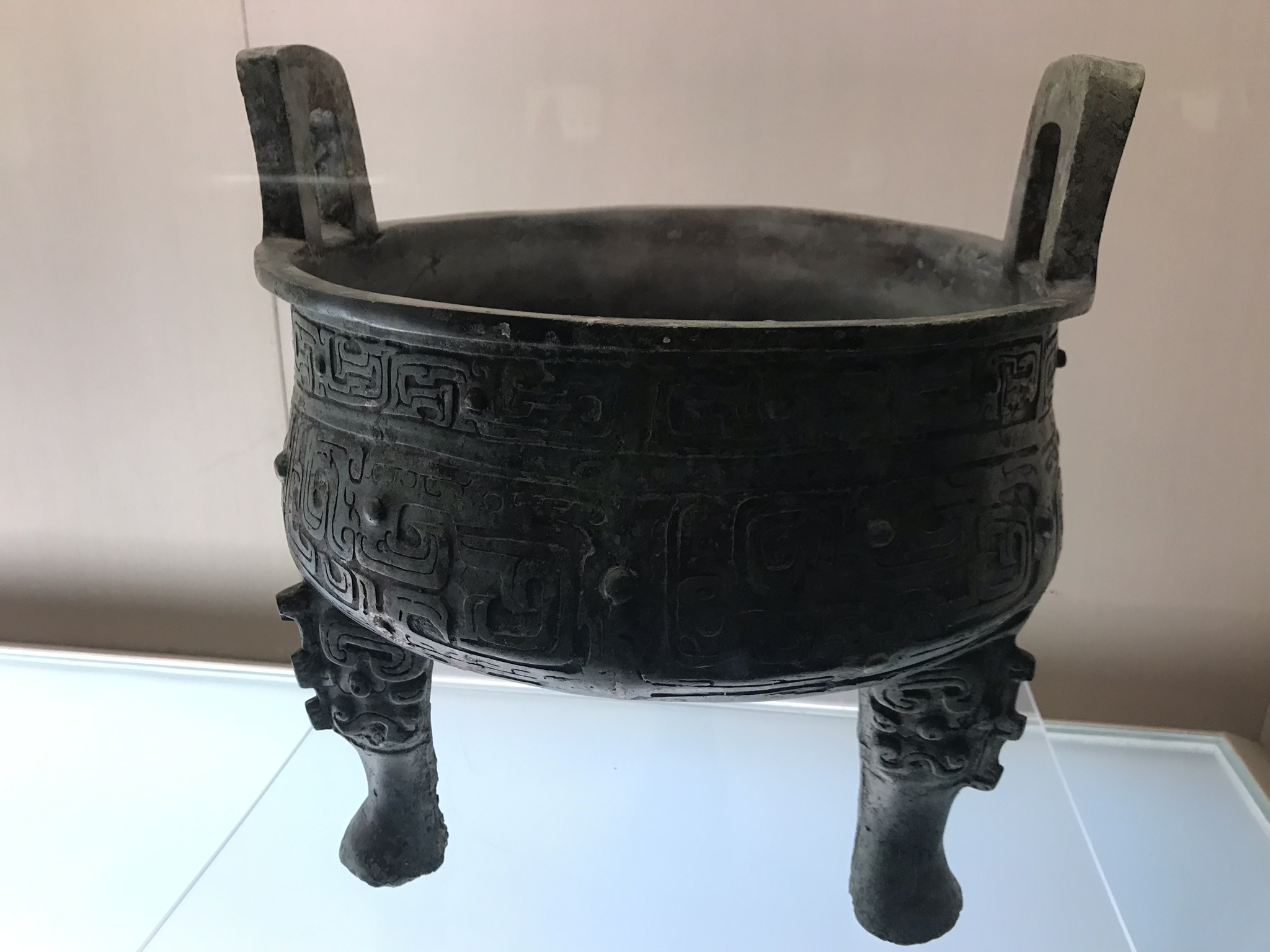
秦公鼎（西周晚期，一说春秋早期）

非子死后，其子秦侯即位，秦侯元年（前855年），秦国始有确切纪年。秦侯在位十年，死后其子秦公伯即位，公伯在位三年，死后其子秦仲即位。秦仲三年（前842年），周厉王暴虐无道，西戎反叛周王室，灭掉犬丘大骆之族，秦仲二十一年（前824年），周宣王以秦仲为大夫，命其率军讨伐西戎。秦仲二十三年（前822年），秦仲在与西戎的战争中战死，秦仲有子五人，由长子嬴祺即位，史称秦庄公；二子嬴福；三子嬴禄；四子嬴寿；少子嬴康(第五子，谥號慶)为梁嬴伯爵(春秋时期梁国国君)。周宣王召见秦庄公兄弟五人，授予他七千士卒，命其讨伐西戎。嬴祺五兄弟采取闪电夜袭，分头歼灭、擒贼先擒王，攻破猃狁老巢，打乱他们指挥而获胜，重新夺取犬丘之地。随後莊公迁都犬丘，秦庄公因为战功被周宣王封为西陲大夫。庄公生子三人，长子名世父，世父对祖父秦仲被西戎杀死的事情耿耿于怀，于是带兵攻打西戎，将太子之位让与其弟襄公。 秦襄公元年（前777年），将妹妹缪嬴嫁予西戎丰王，以缓和秦戎关系。次年（前776年），西戎围犬丘，世父率军奋力御敌，不幸被俘，由于秦戎联姻，一年之后世父又被戎人放归秦国。

### 春秋时期

#### 获封为伯
秦襄公七年（前771年），因幽王寵信褒姒，不滿的外戚申侯联合犬戎攻打周王室，杀死周幽王，秦襄公率军勤王，屡立战功，随后秦襄公审时度势，支持幽王之子周平王並护送其东迁洛邑。秦襄公因此被周平王封为秦伯，又被赐封岐山以西之地，秦正式成为诸侯国。

#### 向东扩张
秦襄公得到周平王的许诺后，大力征伐犬戎，秦襄公十二年（前766年)，率军伐犬戎抵达周朝故地岐山，战死。其子德即位，是为秦文公，秦文公四年（前762年），在渭水与汧水交汇处营建新的都邑，文公十六年（前750年），秦文公驱逐戎人，收纳周朝的遗民，将疆域扩展到岐山。文公之子静公（史记作靖公）早死，文公死后由其孙宪公即位（史记误作宁公），秦宪公二年（前714年），迁都平阳，三年（前713年），伐灭荡社，其君亳王逃往戎地，十二年（前704年），灭亡荡氏。

#### 秦晋关系
到了秦穆公时代，降服西戎八國，亦同时参与中原争霸，成为与晋国、楚国的霸主级別强国。晋献公时，秦晋两国维持着良好关系(秦晉之好），而秦亦致力巩固及开拓西陲。公元前651年，晋献公死，众晋公子争位，晋国陷入动乱，而秦穆公亦开始把战略目标东移。晋公子夷吾流亡国外，并许诺秦穆公若以秦助继晋侯位，则以黄河以西的土地报答秦国。及秦军送夷吾回晋，立为晋惠公。而晋惠公却与梁国联姻，秦却没有得河西土地，秦穆公亦没有追究。过了数年晋国旱灾，晋求粮于秦，穆公卖粮食及农具与助晋。翌年，秦国大旱，穆公欲购粮于晋，而惠公不许。秦穆公大怒伐晋，战于韩，俘虏了晋惠公。因晋惠公的姐姐是穆公的夫人，才得以被放回晋国。前643年，晋惠公让太子圉到秦当人质。前641年，秦国灭梁国。后来秦穆公听说晋献公有一公子重耳流亡于楚国，遂请重耳到秦，并举兵助其回晋国。时晋惠公已死，其子晋怀公刚立不足一年，被公子重耳和秦军攻杀。公元前636年，重耳继位为晋文公，在位九年，秦晋修好。
公元前628年，晋文公去世，晋襄公立。这一年秦穆公秘密攻打郑国，秦军于行军途中被贩牛的郑国商人弦高识破，失去了突袭的先机，遂收兵回秦。当时晋襄公探得秦军回军的路径，两军大战于殽，秦军覆没。消息传回秦国，穆公懊悔悲恸，秦人大愤。前625年，秦穆公发兵伐晋复仇，又败于彭衙。过了一年，秦穆公亲自率兵再次讨伐晋国，渡过黄河以后，将渡船全部焚毁，表示誓死克敌的决心。晋军拒不出战。穆公在当年的殽战场埋葬尸骨及树立标记，然后班师回国。
及后，因秦国东进的路被晋国堵塞（晉國滅虢後佔據了函谷關），秦国的战略转回传统的经营西陲。秦康公、桓公、景公时期，秦晋一再发生战争，几经拉锯。秦国国势亦随着战争被拖至逐渐衰弱。

#### 弭兵之会
公元前546年，秦景公在位期间，宋国、晋国、楚国、齐国、秦国等14国举行弭兵之会，签订的盟约是：“晋、楚之从，交相见也。”（奉晋、楚两国为共同霸主，除齐、秦外，各国须向晋、楚同样纳贡，晋的仆从国要朝贡楚国，而楚的仆从国要朝贡晋国，齐国作为晋国的盟国，不朝拜楚国，秦国为楚国的盟国，亦不朝于晋国），秦哀公在位期间，申包胥曾前往秦庭痛哭求师助楚昭王复国，留下“申包胥哭秦庭”这一典故。

### 战国时期
战国初期魏国连年进攻秦国，夺取河西之地，設立西河郡(見河西之戰)，秦国被迫退守洛水以西，走入下坡。
公元前356年，秦孝公任命商鞅为左庶长，商鞅开始第一次变法。主要内容为：第一，「令民为什伍」，实行连坐法；第二，重农抑商，奖励耕织；第三奖励军功，按功受爵，贵族无军功不再受爵；第四，「燔诗书而明法令」。前350年商鞅又进行第二次变法，主要内容有：统一秦国的度量衡；废分封，行县制；「为田开阡陌封疆」，废除井田制，以法律形式确立土地私有制度。商鞅变法后，秦国逐步强盛起来，军队的战斗力也有所提高，使秦国成为当时最强盛的诸侯国，为后来秦统一六国奠定了基础。但是商鞅实行的严刑峻法和文化高压政策，对后来的秦朝有消极影响。商鞅变法遭到了旧贵族的强烈反对。秦孝公死后，商鞅被施以车裂之刑。但商鞅变法的措施在秦国继续下去，他主张的法家思想，也成为秦国占统治地位的政治思想。
公元前三世纪以后，东方各国衰落下去，秦国无敌于天下。秦昭襄王時，其母宣太后與義渠戎王通奸，使詐殺義渠戎王於甘泉，將義渠併入秦國。公元前279年的郢之战和前278年的鄢之战，白起统帅的秦军攻占当时政治核心在南阳和丹阳一带的楚国，攻陷楚国首都，所得領土改置南阳郡、南郡、临江郡（江夏郡）、黔中郡，楚遷都寿郢；至此南方大国楚国因为丧失大片疆土和人口而走向衰落，公元前260年白起在长平之战重创赵国，秦国消滅及坑杀赵国降卒，號稱四十餘萬人，这是战国时期兼并战争中规模最大、杀戮最多的一次战役，秦国威震天下。公元前256年秦国灭西周國，周王朝统治的最后象征被消灭。
前247年秦王政登基，开始征服六国。从前230年秦灭韓国起，到前221年秦灭齐国，统一六国。中國歷史結束諸侯封建時代，進入中央集權君主專制時代。

## 社会经济
秦国社会经济仍以农业为主。在耕作上经历了青铜工具到铁农具的变革，大约在春秋时代晚期，出现了铸铁农具。秦国的土地在商鞅变法之前为分封采邑制，商鞅变法大部分土地特别是耕地被国有化，再以授田方式分于有军工之人。但主要的土地还是掌控在秦朝廷手上，由朝廷机构经营管理，收益直接上交国库，为秦国的对外扩张战争提供了巨大的财政基础。
- 战国时代，修建了郑国渠、都江堰等水利工程，进一步促使农业生产发展。
- 手工业以冶铜和制陶最为发达。发明了铬盐氧化处理兵器的新工艺；建筑材料颇具特色，瓦当更是精美的艺术品。

- 重視小兒的健康與教育，有專門的小兒醫生。

## 葬仪
秦国国君陵园在雍城陵区发现13座，芷阳陵区发现4座，士大夫与国人墓葬已发掘至近千座，国君称王之前使用「中」字形诸侯级墓制，称王之後使用「亚」字形王级墓制，广泛使用人殉（秦獻公廢除），殉葬物品丰富，规模宏大。其中秦公一号大墓（及秦景公墓地）殉葬186人，为中国有史以来发掘坟墓中殉葬人数最多的一座。

## 人口
西元前360年，約130萬~160萬

## 军事
秦国军队自商鞅变法实行奖励军功政策后愈战愈勇。武器装备不断改进。军队数量多时达到「带甲之士百万」，出现了尉缭、白起、王翦、蒙恬等著名军事家和将领。

## 人物簡表

### 春秋時期（前770年～前5世紀）
| 姓名   | 生年 | 卒年 | 世紀    | 職業 | 稱號、別名                                  | 備註 |
| ------ | ---- | ---- | ------- | ---- | ------------------------------------------- | --- |
| 百里奚 |      |      | 前7世紀 | 將領 |                                             | 百里視之父。 |
| 百里視 |      |      | 前7世紀 | 將領 | 通稱孟明視、百里孟明視 氏百里、名視、字孟明 | 百里奚之子。 |
| 蹇叔   |      |      | 前7世紀 | 謀臣 |                                             | 與百里奚友善，秦穆公拜之為上大夫。 |
| 蹇術   |      |      | 前7世紀 | 將領 | 通稱西乞術 氏蹇、名術、字西乞               | 蹇叔之子、蹇丙之兄。 |
| 蹇丙   |      |      | 前7世紀 | 將領 | 通稱白乙丙 氏蹇、名丙、字白乙               | 蹇叔之子、蹇術之弟。 蹇丙後積功升為大夫，其後人以此為榮，遂有以其字為姓者，稱白乙姓，為複姓。 據《新唐書·卷七十五下·宰相世系表》記載，戰國名將白起的祖先是白乙丙。 |
| 由余   |      |      | 前7世紀 | 謀臣 |                                             | 原西戎主身边谋士，秦穆公精诚所致招揽在侧，幫助秦穆公成為霸主。 |

公子
- 公子世父，秦襄公兄
- 公子白，秦德公子
- 公子憖，秦穆公子
- 公子弘，秦穆公子
- 公子鍼，秦桓公子
- 公子縶

諸臣
- 子車氏
  - 奄息，子車氏子
  - 仲行，子車氏子
  - 鍼虎，子車氏子
- 醫卜
  - 醫緩
  - 醫和
  - 卜徒父
- 弗忌，秦大庶長
- 威壘，秦大庶長
- 三父，秦大庶長
- 公孫枝，字子桑
- 泠至
- 繞朝
- 庶長無地
- 士雃
- 右大夫詹
- 庶長鮑
- 庶長武
- 子蒲
- 子虎
- 杞子
- 杜回
- 右大夫說
- 逢孫
- 楊孫
- 史顆
- 成差
- 不更女父
- 丕豹，本晉人

女性
- 繆嬴，秦襄王妹，嫁豐王
- 魯姬，生秦武公、德公
- 王姬，周王室女，生秦出子
- 穆姬，晉獻公女
- 簡璧，秦穆公女
- 秦嬴，秦穆公女，楚共王夫人

### 戰國時期（前5世紀～前221年）
| 姓名   | 生年    | 卒年    | 世紀    | 職業         | 稱號、別名    | 備註 |
| ------ | ------- | ------- | ------- | ------------ | ------------- | --- |
| 商鞅   | 前390年 | 前338年 | 前4世紀 | 法家         | 商君 衛鞅     | 在秦孝公時期推動變法，使秦國開始強盛 |
| 張儀   |         | 前310年 | 前4世紀 | 縱橫家       |               | 提倡連橫、多次破壞了六國的合縱。 |
| 樂池   |         |         | 前4世紀 | 謀臣         |               | |
| 秦緩   |         |         | 前4世紀 | 御醫         | 字越人 號扁鹊 | 醫術高超，時人謂之黃帝時的神醫「扁鵲」。 秦緩奠定了切脈診斷方法，開創先河。 秦緩有著作《內經》和《外經》，均佚。 ↑《漢書·藝文志》載 相傳《難經》亦為秦緩所著。 |
| 樗里子 |         | 前300年 | 前4世紀 | 軍事家       | 严君疾        | 嬴疾，秦惠文王嬴駟之弟 |
| 白起   |         | 前257年 | 前3世紀 | 將領         | 戰國四名將    | 前293年伊闕之戰 前279年～前278年鄢郢之戰 前273年華陽之戰 前264年陘城之戰 前262年4月～前260年9月長平之戰 白起一生攻城70餘座，殲滅近百萬敵軍 白起一生未嘗一敗 |
| 王翦   |         |         | 前3世紀 | 將領         | 戰國四名將    | 王翦為王氏家族在秦國的立足開創了非常好的基礎。 子王賁，孫王離都是秦國和秦朝的名將。 另一名將世家為蒙驁在秦國開創的蒙氏家族。 前236年攻破趙國閼與 前228年秦滅趙之戰 前224年秦滅楚之戰 |
| 司馬錯 |         |         | 前3世紀 | 將領、縱橫家 |               | 學屬縱橫家，亦能領兵戰鬥。 前316年滅蜀國 前280年攻楚國，迫楚獻出漢北及上庸地。 |
| 王齕   |         | 前244年 | 前3世紀 | 將領         |               | 前260年討趙國、取上黨 前259年討趙國，取皮牢 前257年討趙國，邯鄲久攻不下 前257年攻魏國，攻克汾城 前257年攻魏國，和張唐攻克寧新中 前247年攻韓國上黨，為太原郡 |
| 魏冉   |         |         | 前3世紀 | 將領         |               | |
| 蒙驁   |         | 前240年 | 前3世紀 | 將領         |               | 蒙驁為蒙氏家族在秦國的立足開創了非常好的基礎。 子蒙武，孫蒙恬、蒙毅都是秦國和秦朝的名將。 前249年攻韓國，攻占成皋和滎陽，秦國在此建立了三川郡。 前248年率軍進攻趙國，平定太原。 前248年帶兵攻打魏國，攻克了高都和汲。 前248年率軍進攻趙國，攻占榆次、新城、狼孟等三十七城。(《史記·秦本紀》記載為前247年。) 前247年在河外和信陵君率領的燕、趙、韓、楚、魏五國聯軍作戰失利，被迫退回秦國。 前246年秦始皇繼位。在秦始皇繼位的初年，蒙驁與王齕、麃公三人成為了當時秦國最重要的將領。 前244年率軍進攻韓，攻克十三城。 前244年進攻魏國的畼和有詭，前243年攻占了這兩城。 前242年攻魏國，攻占酸棗、燕、虛、長平、雍丘、山陽等二十城。並建立了東郡。 前240年攻打趙國的龍、孤、慶都，趙將龐煖派兵埋伏，亂箭射殺蒙驁，秦軍大敗。 |
| 蒙武   |         |         | 前3世紀 | 將領         |               | 前224年秦楚之戰 前223年秦滅楚之戰 |
| 桓齮   |         |         | 前3世紀 | 將領         |               | |
| 樊於期 |         |         | 前3世紀 | 將領         |               | |
| 辛勝   |         |         | 前3世紀 | 將領         |               | |
| 麃公   |         |         | 前3世紀 | 將領         |               | 前244年攻下卷城，斬首3萬 |
| 羌瘣   |         |         | 前3世紀 | 將領         |               | |
| 李信   |         |         | 前3世紀 | 將領         |               | 前225年秦楚之戰 |
| 司馬靳 |         |         | 前3世紀 | 將領         |               | |
| 王賁   |         |         | 前3世紀 | 將領         |               | |
| 張唐   |         |         | 前3世紀 | 將領         |               | |
| 胡傷   |         |         | 前3世紀 | 將領         |               | |
| 王陵   |         |         | 前3世紀 | 將領         |               | |
| 井忌   |         |         | 前3世紀 | 將領         |               | |
| 司馬梗 |         |         | 前3世紀 | 將領         |               | |
| 楊端和 |         |         | 前3世紀 | 將領         |               | |
| 鄭安平 |         | 前255年 | 前3世紀 | 將領         |               | |
| 摎     |         |         | 前3世紀 | 將領         |               | |
| 芈戎   |         |         | 前3世紀 | 謀臣         |               | |
| 金受   |         |         | 前3世紀 | 謀臣         |               | |
| 王稽   |         |         | 前3世紀 | 謀臣         |               | |
| 徐诜   |         |         | 前3世紀 | 謀臣         |               | |
| 甘茂   |         |         | 前3世紀 | 謀臣         |               | |
| 樓緩   |         |         | 前3世紀 | 謀臣         |               | |
| 寿烛   |         |         | 前3世紀 | 謀臣         |               | |
| 范雎   |         |         | 前3世紀 | 謀臣         |               | 提出赫赫有名的遠交近攻戰略 |
| 蔡澤   |         |         | 前3世紀 | 謀臣         |               | |
| 頓弱   |         |         | 前3世紀 | 謀臣         |               | 据考证，可能是尉缭的另一个名字 |
| 吕不韋 |         | 前235年 | 前3世紀 | 謀臣         | 文信侯        | 以「奇貨可居」出名，官拜秦相，與多位食客一起編篡呂氏春秋，為百家中雜家 |
| 司空馬 |         |         | 前3世紀 | 謀臣         |               | |
| 羋啟   | 前271年 | 前223年 | 前3世紀 | 謀臣         | 昌平君 熊起   | 楚在秦质子芈横之子，后留在秦国，在秦國為官，前224年被項燕立為楚王反秦，前223年被秦討伐，敗死 |
| 杜仓   |         |         | 前3世紀 | 謀臣         |               | |
| 甘羅   |         |         | 前3世紀 | 謀臣         |               | 出使趙國，十二歲官拜上卿，後有成語「甘羅拜相」 |
| 王绾   |         |         | 前3世紀 | 謀臣         |               | |
| 隗状   |         |         | 前3世紀 | 謀臣         |               | |
| 隗林   |         |         | 前3世紀 | 謀臣         |               | |
| 夏無且 |         |         | 前3世紀 | 御醫         |               | |
| 尉繚   |         |         | 前3世紀 | 軍事家       |               | 著書尉繚子 |
| 內史騰 |         |         | 前3世紀 | 內史         |               | |

公族
- 秦昭子，秦懷公太子（《秦本紀》）
- 公子虔，太子傅（《商君列傳》）
- 公孫賈，太子師（《商君列傳》）
- 公子少官（《秦本紀》）
- 藍田君秦子向（古本《竹書紀年》）
- 公孫壯（古本《竹書紀年》）
- 公子桑（《六國表》，《張儀列傳》作公子華，注作公子革）
- 公子繇（《張儀列傳》）
- 公子通，惠文王子（《秦本紀》、《華陽國志》）
- 秦悼太子（《秦本紀》）
- 桑君（《六國表》）

文官
- 司馬唐（《呂氏春秋》，《淮南子》、《漢書·古今人表》作司馬庾）
- 庶長鼂（《秦本紀》）
- 庶長國（《秦本紀》）
- 監突（《呂氏春秋》）
- 景監（《商君列傳》）
- 甘龍（《商君書》、《秦本紀》）
- 杜摯（《商君書》、《秦本紀》）
- 祝歡（《商君列傳》）
- 公孫衍，後奔魏（《張儀列傳》）
- 史定，史官（《呂氏春秋》）
- 泠向（《秦策一》）
- 陳軫（《陳軫列傳》）
- 左成（《秦策二》）
- 陳壯（《六國表》）
- 共立（《韓非子》）
- 公孫竭（《呂氏春秋》）
- 張若（《華陽國志》）
- 屈蓋，相秦（《秦策》）
- 李讎（《秦策二》）
- 馮宜（《秦策二》）
- 李醯（《扁鵲列傳》）
- 行願（《韓策》）
- 庶長壯（《六國表》）
- 昌文君

武官
- 胡蘇，一作蘇胡（古本《竹書紀年》）
- 右主然（《呂氏春秋》）
- 菌改，即庶長改（《呂氏春秋》、《秦本紀》）
- 章蟜（《六國表》）
- 庶長操（《秦本紀》）
- 公子卬（《六國表》）本魏国人，秦孝公数与卫鞅战，为卫鞅所欺。惠文王初年为秦将。
- 橫門君（《秦策一》）
- 魏章（《秦本紀》、《樗里子列傳》）
- 田真黃（《華陽國志》）
- 都尉墨（《華陽國志》）
- 到滿（《秦本紀》）
- 庶長封（《秦本紀》）
- 任鄙（《樗里子列傳》）
- 烏獲（《燕策》）
- 孟賁（《范雎列傳》，《秦本紀》作孟說）
- 孟卯（《韓非子》）
- 王齮
- 庶长奂
- 內史騰

女性
- 秦出公母（《秦本紀》，《呂氏春秋》作秦小主夫人）
- 秦惠文后，楚人（《秦本紀》）
- 秦悼武后，魏人（《秦本紀》）
- 宣太后，昭王母，楚人（《秦本紀》）

其他
- 智開，本晉人（《秦本紀》、《六國表》）
- 智寬，本晉人（《六國表》）
- 尸佼，食客（《商君列傳》）
- 孟蘭皋（《商君列傳》）
- 趙良（《商君列傳》）
- 唐姑果，墨者（《呂氏春秋》）
- 腹䵍，墨者（《呂氏春秋》）
- 寒泉子，處士（《秦策一》）
- 秦侏儒（《韓非子》）
- 醫竘（《尸子》）
- 邵鼛（《秦詛楚文》）
- 田萃之（《秦策一》）
- 南宮揭，道士（《秦本紀》）
- 牛缺（《呂氏春秋》）
- 魏醜夫（《秦策二》）
- 庸芮（《秦策二》）

### 秦朝時期（前221年～前207年）
| 姓名 | 生年    | 卒年    | 世紀        | 職業   | 稱號、別名            | 備註 |
| ---- | ------- | ------- | ----------- | ------ | --------------------- | --- |
| 蒙恬 |         | 前210年 | 前3世紀     | 將領   |                       | 前214年征伐匈奴、收復河南之地；曾改良毛笔，被誉为“笔祖”。 |
| 蒙毅 |         | 前210年 | 前3世紀     | 將領   |                       | 始皇帝内外居行必随之 |
| 屠睢 | 前262年 | 前214年 | 前3世紀     | 將領   |                       | 秦朝的国尉，秦攻百越之戰的主將，后在押运粮草时中毒箭身亡。 |
| 赵佗 | 前240年 | 前137年 | 前3-前2世纪 | 将领   | 前204年后号称南越武王 | 秦攻百越之战将领，前204年兼并桂林郡和象郡，建立南越国，高祖11年赵佗臣服汉朝，吕后7年称帝，文帝元年去帝号，武帝建元4年去世，享年一百余岁，葬于番禺（今广州）。 |
| 任囂 | 前268年 | 前206年 | 前3世紀     | 將領   |                       | 前222年攻打嶺南，并于前214年统一岭南，并任首任南海郡尉，修筑番禺城（广州之始）。                                                                              |
| 史祿 |         |         | 前3世紀     | 监御史 |                       | 修筑灵渠。 |
| 楊熊 |         |         | 前3世紀     | 將領   |                       | 败于刘邦军，被秦二世问责斩首。 |
| 趙賁 |         |         | 前3世紀     | 將領   |                       | 镇守中原腹地通往关中的战略要道。 |
| 李斯 |         | 前208年 | 前3世紀     | 謀臣   |                       | 著作《谏逐客令》，主张禁私学，曾与赵高合谋篡改始皇帝遗诏拥立公子胡亥为帝，后被赵高陷害，腰斩于市。                                                            |
| 趙高 |         | 前207年 | 前3世紀     |        |                       | |

#### 楚漢時期（前207年～前202年）
| 姓名   | 生年    | 卒年       | 世紀    | 職業     | 稱號、別名 | 備註                                                                        |
| ------ | ------- | ---------- | ------- | -------- | ---------- | --------------------------------------------------------------------------- |
| 章邯   |         | 前205年    | 前3世紀 | 將領     | 字少榮     | 三秦之一。項羽封章邯為雍王，管轄關中西部。                                  |
| 章平   |         |            | 前3世紀 | 將領     |            |                                                                             |
| 王離   |         |            | 前3世紀 | 將領     | 字明       | 王翦之孫，王賁之子。                                                        |
| 蘇角   |         |            | 前3世紀 | 將領     |            |                                                                             |
| 涉間   |         |            | 前3世紀 | 將領     |            |                                                                             |
| 李由   |         |            | 前3世紀 | 將領     |            | 李斯的長子。                                                                |
| 李必   | 前261年 | 前208年    | 前3世紀 | 將領     |            |                                                                             |
| 駱甲   |         |            | 前3世紀 | 將領     |            |                                                                             |
| 司馬欣 |         | 前204年    | 前3世紀 | 長史     |            | 三秦之一。項羽封司馬欣為塞王，管轄關中東部，                                |
| 董翳   |         | 前204年    | 前3世紀 | 都尉     |            | 三秦之一。陳勝起兵後輔佐章邯，後投降楚軍。 項羽封董翳為翟王，管轄關中北部。 |
| 殷通   |         | 前209年9月 | 前3世紀 | 會稽郡守 |            |                                                                             |

## 世系简表
|    | 稱號                                                          | 國君姓名                                                   | 在位年數                           | 在位年份                                                        | 出身與關係                         | 墓葬       | 都城                                               | 資料出處                                              | 备注                                                                        |
| -- | ------------------------------------------------------------- | ---------------------------------------------------------- | ---------------------------------- | --------------------------------------------------------------- | ---------------------------------- | ---------- | -------------------------------------------------- | ----------------------------------------------------- | --------------------------------------------------------------------------- |
|    | 非子                                                          |                                                            | 43                                 | 約前900年 - 前858年                                             | 惡來五世孫、大骆之子               |            | 秦邑（今甘肃省天水市清水县与张家川回族自治县一带） | 《史記·秦本紀》                                       | 被周孝王封为附庸，号曰秦嬴                                                  |
|    | 秦侯                                                          |                                                            | 10                                 | 前857年 - 前848年                                               | 非子之子                           |            |                                                    | 《史記·秦本紀》                                       |                                                                             |
|    | 公伯                                                          |                                                            | 3                                  | 前847年 - 前845年                                               | 秦侯子                             |            |                                                    | 《史記·秦本紀》                                       |                                                                             |
|    | 秦仲                                                          |                                                            | 23                                 | 前844年 - 前822年                                               | 公伯子                             |            |                                                    | 《史記·秦本紀》                                       | 秦仲战死于西戎                                                              |
|    | 秦莊公                                                        | 《史記·十二诸侯年表》名示其“祺” 《史记索隐》認為「其」非名 | 44                                 | 前821年 - 前778年                                               | 秦仲長子                           |            | 犬丘（今甘肃省陇南市礼县）                         | 《史記·秦本紀》 《史記·十二諸侯年表》                 |                                                                             |
| 1  | 秦襄公 《國語·鄭語》作秦景襄。                                |                                                            | 12                                 | 前777年 - 前766年                                               | 秦莊公次子，公子世父之弟           | 西垂       |                                                    | 《史記·秦本紀》                                       | 秦國正式被列為諸侯 韋昭注以為「景」當為「莊」字，王玉哲謂「景襄」為二字之謚 |
| 2  | 秦文公                                                        |                                                            | 50                                 | 前765年 - 前716年                                               | 秦襄公子                           | 西垂       | 汧渭之会（今陕西省宝鸡市眉县）                     | 《史記·秦本紀》                                       |                                                                             |
|    | 秦靜公 《史记·秦本紀》作秦竫公，皆通用                        |                                                            |                                    | (未即位便去世)                                                  | 秦文公子                           |            |                                                    | 《史記·秦本紀》                                       |                                                                             |
| 3  | 秦憲公 《史记·秦本紀》和《史记·十二诸侯年表》作秦宁公         |                                                            | 12                                 | 前715年 - 前704年                                               | 秦靜公子                           | 衙         | 平阳（今陕西省宝鸡市）                             | 《史記·秦本紀》 《史记·秦始皇本纪》 《漢書·古今人表》 | ？                                                                          |
| 4  | 秦出子                                                        | 《漢書》名曼                                               | 6                                  | 前703年 - 前698年                                               | 秦憲公少子，秦武公、秦德公之弟     | 衙         |                                                    | 《史記·秦本紀》 《漢書·古今人表》                     | 被三父等派人杀害                                                            |
| 5  | 秦武公                                                        |                                                            | 20                                 | 前697年 - 前678年                                               | 秦憲公長子，秦德公、秦出子之兄     | 宣阳聚东南 |                                                    | 《史記·秦本紀》                                       |                                                                             |
| 6  | 秦德公                                                        |                                                            | 2                                  | 前677年 - 前676年                                               | 秦憲公次子，秦武公之弟、秦出子之兄 | 阳         | 雍（今陕西省凤翔县东南）                           | 《史記·秦本紀》                                       |                                                                             |
| 7  | 秦宣公                                                        |                                                            | 12                                 | 前675年 - 前664年                                               | 秦德公長子，秦成公、秦穆公之兄     | 阳         |                                                    | 《史記·秦本紀》                                       |                                                                             |
| 8  | 秦成公                                                        |                                                            | 4                                  | 前663年 - 前660年                                               | 秦德公次子，秦宣公之弟、秦穆公之兄 | 阳         |                                                    | 《史記·秦本紀》                                       |                                                                             |
| 9  | 秦穆公                                                        | 任好                                                       | 39                                 | 前659年 - 前621年                                               | 秦德公少子，秦宣公、秦成公之弟     | 雍         |                                                    | 《史記·秦本紀》                                       | 称霸西戎                                                                    |
| 10 | 秦康公                                                        | 罃                                                         | 12                                 | 前620年 - 前609年                                               | 秦穆公子                           | 竘社       |                                                    | 《史記·秦本紀》                                       |                                                                             |
| 11 | 秦共公                                                        | 《史记·十二诸侯年表》名和，《史記索隐》名貑，《左传》名稻  | 4（據《左傳》，《史記》誤作5年）   | 前608年 - 前605年                                               | 秦康公子                           | 康公南     |                                                    | 《史記·秦本紀》 《左傳·宣公四年》                     |                                                                             |
| 12 | 秦桓公                                                        | 《春秋分紀》名榮                                           | 28（據《左傳》，《史記》誤作27年） | 前604年 - 前577年                                               | 秦共公子                           | 义里丘北   |                                                    | 《史記·秦本紀》 《春秋分紀》 《左傳》                 |                                                                             |
| 13 | 秦景公                                                        | 《世本》名后伯車 《春秋分紀》名石                          | 40                                 | 前576年 - 前537年                                               | 秦桓公子                           | 丘里南     |                                                    | 《史記·秦本紀》 《春秋分紀》                          |                                                                             |
| 14 | 秦哀公 《史记·秦始皇本纪》作秦畢公 《史記索隐》作秦㻫公       |                                                            | 36                                 | 前536年 - 前501年                                               | 秦景公子                           | 车北       |                                                    | 《史記·秦本紀》 《史记·秦始皇本纪》                   |                                                                             |
|    | 秦夷公                                                        |                                                            |                                    | 未即位                                                          | 秦哀公子                           | 左宫       |                                                    | 《史記·秦本紀》                                       |                                                                             |
| 15 | 秦惠公                                                        |                                                            | 10                                 | 前500年 - 前491年                                               | 秦夷公子                           | 车         |                                                    | 《史記·秦本紀》                                       |                                                                             |
| 16 | 秦悼公                                                        |                                                            | 14（《史记·秦始皇本纪》误作15年）  | 前490年 - 前477年                                               | 秦惠公子                           | 僖公西     |                                                    | 《史記·秦本紀》                                       |                                                                             |
| 17 | 秦厲共公 《史记·秦始皇本纪》作秦剌龔公 《史記正義》作秦利龔公 |                                                            | 34                                 | 前476年 - 前443年                                               | 秦悼公子                           | 入里       |                                                    | 《史記·秦本紀》 《史记·秦始皇本纪》                   |                                                                             |
| 18 | 秦躁公 《史記索隐》作秦趮公                                   |                                                            | 14                                 | 前442年 - 前429年                                               | 秦厲共公子                         | 悼公南     |                                                    | 《史記·秦本紀》                                       |                                                                             |
| 19 | 秦懷公                                                        |                                                            | 4                                  | 前428年 - 前425年                                               | 秦厲共公子、秦躁公弟               | 栎圉氏     |                                                    | 《史記·秦本紀》                                       | 庶长鼂联合大臣围攻秦怀公，怀公自杀                                          |
| 20 | 秦靈公 《史记·秦始皇本纪》作秦肅靈公                          |                                                            | 10                                 | 前424年 - 前415年                                               | 秦懷公孫、秦昭子之子               | 悼公西     | 泾阳（今陕西省咸阳市泾阳县西北）                   | 《史記·秦本紀》                                       |                                                                             |
| 21 | 秦簡公                                                        | 悼子 楊寬及王蘧常認為「悼子」非名                          | 15                                 | 前414年 - 前400年                                               | 秦怀公之子、秦昭子之弟、秦灵公之叔 | 僖公西     |                                                    | 《史記·秦本紀》 《秦史》 《戰國史料編年輯証》         |                                                                             |
| 22 | 秦惠公                                                        |                                                            | 13                                 | 前399年 - 前387年                                               | 秦簡公子                           | 陵圉       |                                                    | 《史記·秦本紀》                                       |                                                                             |
| 23 | 秦出公 《世本》作秦少主                                       |                                                            | 2                                  | 前386年 - 前385年                                               | 秦惠公子                           | 雍         |                                                    | 《史記·秦本紀》                                       | 庶长改杀秦出公和太后                                                        |
| 24 | 秦獻公 《世本》作秦元獻公 《越絕書》作秦元王                  | 《史記索隐》名師隰 《呂氏春秋》名連                        | 23                                 | 前384年 - 前362年（《史记·秦本纪》误作前361年，秦献公二十四年） | 秦靈公子                           | 嚣圉       | 栎阳（今陕西省西安市阎良区）                       | 《史記·秦本紀》 《越絕書》 《呂氏春秋》               |                                                                             |
| 25 | 秦孝公 《越絕書》作秦平王                                     | 《史記索隐》名渠梁                                         | 24                                 | 前361年 - 前338年                                               | 秦獻公子                           | 弟圉       | 咸阳（今陕西省咸阳市东北）                         | 《史記·秦本紀》 《越絕書》                            |                                                                             |
| 26 | 秦惠文王 《史记·秦本纪》作秦惠文君、秦惠王                    | 《秦骃玉版》名骃 《史記索隐》名駟                          | 27                                 | 前337年 - 前311年                                               | 秦孝公子                           | 公陵       |                                                    | 《史記·秦本紀》                                       | 前324年改元                                                                 |
| 27 | 秦武王 《史记·秦始皇本纪》作秦悼武王 《世本》作秦武烈王       | 《史記索隐》名蕩                                           | 4                                  | 前310年 - 前307年                                               | 秦惠文王子                         | 永陵       |                                                    | 《史記·秦本紀》 《史记·秦始皇本纪》                   |                                                                             |
| 28 | 秦昭襄王 一作秦昭王                                           | 《史記索隐》名則，一名稷                                   | 56                                 | 前306年 - 前251年                                               | 秦惠文王子、秦武王弟               | 茝阳       |                                                    | 《史記·秦本紀》                                       |                                                                             |
| 29 | 秦孝文王                                                      | 《史記索隐》名柱                                           | 0.008（3天）                       | 前250年                                                         | 秦昭襄王子                         | 寿陵       |                                                    | 《史記·秦本紀》                                       |                                                                             |
| 30 | 秦莊襄王 一作秦莊王                                           | 異人，後改名子楚                                           | 3                                  | 前250年 - 前247年                                               | 秦孝文王子                         | 茝阳       |                                                    | 《史記·秦本紀》                                       |                                                                             |
| 31 | 秦始皇 稱皇帝前作＂秦王政＂                                   | 政                                                         | 37                                 | 前246年 - 前210年                                               | 秦莊襄王子                         | 骊山       |                                                    | 《史記·秦本紀》 《史记·秦始皇本纪》                   | 前221年统一六国，称始皇帝                                                   |
| 32 | 秦二世                                                        | 胡亥                                                       | 3                                  | 前209年 - 前207年                                               | 秦始皇子                           | 杜南       |                                                    | 《史记•秦始皇本纪》                                   |                                                                             |
| 33 | 秦王子嬰                                                      | 子嬰                                                       | 1                                  |                                                                 |                                    |            |                                                    |                                                       |                                                                             |

## 文化作品

### 影視
- 《大秦帝國之裂變》
- 《大秦帝國之縱橫》
- 《大秦帝國之崛起》
- 《大秦赋》
- 《秦始皇》
- 《東周列國戰國篇》
- 《皓鑭傳》
- 《羋月傳》

### 動作角色扮演遊戲
- 《秦殤》

### 動畫
- 《王者天下》

## 延伸阅读
[在维基数据编辑]
 《史記/卷005》，出自司馬遷《史記》

## 外部連結
- 李學勤：〈清華簡關於秦人始源的重要發現〉（页面存档备份，存于）（2011年）
- 李峰：〈礼县出土秦国早期铜器及祭祀遗址论纲（页面存档备份，存于）〉。